# Ambassis marianus
Ambassis marianus е вид лъчеперка от семейство Ambassidae. Видът е незастрашен от изчезване.

## Разпространение и местообитание
Разпространен е в Австралия (Куинсланд и Нов Южен Уелс).
Среща се на дълбочина около 1 m.

## Описание
На дължина достигат до 10 cm.
Популацията на вида е стабилна.